# 方桂馥
方桂馥（1922年—2021年1月27日），男，安徽枞阳人，中国慈善家，庆祝中华人民共和国成立70周年纪念章获得者，沧州职业技术学院离休教师，毕业于金陵大学农业经济系。

## 生平
1922年生于今安徽省铜陵市枞阳县晓礼庄，少年丧父，青年丧母，1952年因病双耳失聪。1958年分配至河北省沧州地区农科所工作。2000年7月14日，因沧州工业学校、沧州农业学校和沧州农林科学院合并成立沧州职业技术学院，方桂馥随沧州农林科学院进入沧州职业技术学院工作，担任教师，并拒绝了单位分房。离休后，主动退还单位宿舍，前往南陈屯乡姚庄子村养老院，对此行为方桂馥解释道：“离休了，不能占着单位的房子，房子要让给年轻人。”2014年冬，方桂馥拿着遗嘱来到沧州职业技术学院，提出要将自己积蓄捐赠给学院用以资助贫困学生，本金加利息共351157.57元。2014年12月29日，在学院师生专程感谢时，再次捐出12张存折，除留存应急用的9400元养老院住院费用，毕生积蓄全部捐出。2015年4月，学院方面以方桂馥的捐款为基础，设立沧州职业技术学院“方桂馥奖助学金”，
2021年1月27日11时15分，于沧州去世，享年九十九岁，终身未婚，无有子女。

## 荣誉
2015年被评为“沧州骄傲”十大新闻人物、“感动河北”年度人物。
2018年6月，荣登中央文明办的“中国好人榜”。
2019年1月，入选“2018年度沧州十大新闻人物”。
2019年1月23日，获得“时代新人·河北好人”、“沧州好人”荣誉称号。
2019年10月1日，获得由中共中央、国务院、中央军委颁发的庆祝中华人民共和国成立70周年纪念章。

## 遗嘱
“我已92周岁，估计活不长了，我去世后火化，骨灰撒在运河里。我的存款有30多万元，全部用于助学或扶贫，衣服、被子用于扶贫。连同73张存折，一起存放在学校老干部处。”

## 评价
《沧州晚报》：“为沧州奉献一生。”